# Liste des présidents du Venezuela
La liste des présidents du Venezuela présente les personnes ayant occupé la fonction de président de la République du Venezuela (1830-1999) et de président de la république bolivarienne du Venezuela (depuis 1999), depuis l'indépendance du pays en 1830.

## État du Venezuela (1830-1864)
| No | Portrait               | Nom                                                      | Début du mandat   | Fin du mandat     | Appartenance politique | Notes |
| -- | ---------------------- | -------------------------------------------------------- | ----------------- | ----------------- | ---------------------- | ----- |
| 1  | Jose Antonio Paez      | José Antonio Páez (13 juin 1790 – 6 mai 1873)            | 13 janvier 1830   | 20 janvier 1835   | Parti conservateur     |       |
| 2  | Andrés Narvarte        | Andrés Narvarte (1781 - 31 mars 1853)                    | 20 janvier 1835   | 6 février 1835    | Sans étiquette         |       |
| 3  | José María Vargas      | José María Vargas (10 mars 1786 – 13 juillet 1854)       | 6 février 1835    | 8 juillet 1835    | Parti conservateur     |       |
| 4  | José María Carreño     | José María Carreño (19 mars 1792 – 18 mai 1849)          | 8 juillet 1835    | 20 août 1835      | Sans étiquette         |       |
| 5  | José María Vargas      | José María Vargas (10 mars 1786 – 13 juillet 1854)       | 20 août 1835      | 24 avril 1836     | Parti conservateur     |       |
| 6  | Andrés Narvarte        | Andrés Narvarte (1781 - 31 mars 1853)                    | 24 avril 1836     | 20 janvier 1837   | Sans étiquette         |       |
| 7  | José María Carreño     | José María Carreño (19 mars 1792 – 18 mai 1849)          | 20 janvier 1837   | 11 mars 1837      | Sans étiquette         |       |
| 8  | Carlos Soublette       | Carlos Soublette (15 décembre 1789 – 11 février 1870)    | 11 mars 1837      | 1er février 1839  | Parti conservateur     |       |
| 9  | Jose Antonio Paez      | José Antonio Páez (13 juin 1790 – 6 mai 1873)            | 1er février 1839  | 28 janvier 1843   | Parti conservateur     |       |
| 10 | Carlos Soublette       | Carlos Soublette (15 décembre 1789 – 11 février 1870)    | 28 janvier 1843   | 20 janvier 1847   | Parti conservateur     |       |
| 11 | José Tadeo Monagas     | José Tadeo Monagas (28 octobre 1784 – 18 novembre 1868)  | 20 janvier 1847   | 5 février 1851    | Parti conservateur     |       |
| 12 | José Gregorio Monagas  | José Gregorio Monagas (4 mai 1795 – 15 juillet 1858)     | 5 février 1851    | 20 janvier 1855   | Parti libéral          |       |
| 13 | José Tadeo Monagas     | José Tadeo Monagas (28 octobre 1784 – 18 novembre 1868)  | 20 janvier 1855   | 15 mars 1858      | Parti libéral          |       |
| 14 | Pedro Gual Escandón    | Pedro Gual Escandón (17 janvier 1783 – 6 mai 1862)       | 15 mars 1858      | 18 mars 1858      | Sans étiquette         |       |
| 15 | Julián Castro          | Julián Castro (1810-1812 – juin 1875)                    | 18 mars 1858      | 2 août 1859       | Dictature militaire    |       |
| 16 | Pedro Gual Escandón    | Pedro Gual Escandón (17 janvier 1783 – 6 mai 1862)       | 2 août 1859       | 29 septembre 1859 | Sans étiquette         |       |
| 17 | Manuel Felipe Tovar    | Manuel Felipe Tovar (1er janvier 1803 – 21 février 1866) | 29 septembre 1859 | 20 mai 1861       | Parti conservateur     |       |
| 18 | Pedro Gual Escandón    | Pedro Gual Escandón (17 janvier 1783 – 6 mai 1862)       | 20 mai 1861       | 29 août 1861      | Sans étiquette         |       |
| 19 | Jose Antonio Paez      | José Antonio Páez (13 juin 1790 – 6 mai 1873)            | 29 août 1861      | 15 juin 1863      | Dictature militaire    |       |
| 20 | Juan Crisóstomo Falcón | Juan Crisóstomo Falcón (27 janvier 1820 – 29 avril 1870) | 15 juin 1863      | 18 mars 1864      | Dictature militaire    |       |

## États-Unis du Venezuela (1864-1953)
| No   | Portrait                       | Nom                                                                | Début du mandat   | Fin du mandat     | Appartenance politique | Notes |
| ---- | ------------------------------ | ------------------------------------------------------------------ | ----------------- | ----------------- | ---------------------- | ----- |
| (20) | Juan Crisóstomo Falcón         | (27 janvier 1820 – 29 avril 1870)                                  | 18 mars 1864      | 18 mars 1865      | République             |       |
| (20) | Juan Crisóstomo Falcón         | (27 janvier 1820 – 29 avril 1870)                                  | 18 mars 1865      | 25 avril 1868     | Sans étiquette         |       |
| 21   | Manuel Ezequiel Bruzual        | Manuel Ezequiel Bruzual (1830 – 14 août 1868)                      | 25 avril 1868     | 28 juin 1868      | Sans étiquette         |       |
| 22   | Guillermo Tell Villegas        | Guillermo Tell Villegas (1823 – 21 mars 1907)                      | 28 juin 1868      | 20 février 1869   | Parti libéral          |       |
| 23   | José Ruperto Monagas           | José Ruperto Monagas (1831 – 12 juin 1880)                         | 20 février 1869   | 16 avril 1870     | Dictature militaire    |       |
| 24   | Guillermo Tell Villegas        | Guillermo Tell Villegas (1823 – 21 mars 1907)                      | 16 avril 1870     | 27 avril 1870     | Parti libéral          |       |
| 25   | Antonio Guzmán Blanco          | Antonio Guzmán Blanco (20 février 1829 – 28 juillet 1899)          | 27 avril 1870     | 20 février 1873   | Dictature militaire    |       |
| 25   | Antonio Guzmán Blanco          | Antonio Guzmán Blanco (20 février 1829 – 28 juillet 1899)          | 20 février 1873   | 27 février 1877   | Parti Libéral          |       |
| 26   | Francisco Linares Alcántara    | Francisco Linares Alcántara (23 avril 1825 – 30 novembre 1878)     | 27 février 1877   | 30 novembre 1878  | Parti Libéral          |       |
| 27   | José Gregorio Valera           | José Gregorio Valera (???? – ????)                                 | 30 novembre 1878  | 26 février 1879   | Parti Libéral          |       |
| 28   | Antonio Guzmán Blanco          | Antonio Guzmán Blanco (20 février 1829 – 28 juillet 1899)          | 26 février 1879   | 26 avril 1884     | Parti Libéral          |       |
| 29   | Joaquín Crespo                 | Joaquín Crespo (22 août 1841 – 16 avril 1898)                      | 26 avril 1884     | 15 septembre 1886 | Parti Libéral          |       |
| 30   | Antonio Guzmán Blanco          | Antonio Guzmán Blanco (20 février 1829 – 28 juillet 1899)          | 15 septembre 1886 | 8 août 1887       | Parti Libéral          |       |
| 31   | Hermógenes López               | Hermógenes López (19 avril 1830 – 17 décembre 1898)                | 8 août 1887       | 2 juillet 1888    | Sans étiquette         |       |
| 32   | Juan Pablo Rojas Paúl          | Juan Pablo Rojas Paúl (26 novembre 1826 – 22 juillet 1905)         | 2 juillet 1888    | 19 mars 1890      | Sans étiquette         |       |
| 33   | Raimundo Andueza Palacio       | Raimundo Andueza Palacio (6 février 1846 – 17 août 1900)           | 19 mars 1890      | 17 juin 1892      |                        |       |
| 34   | Guillermo Tell Villegas        | Guillermo Tell Villegas (1823 – 21 mars 1907)                      | 17 juin 1892      | 31 août 1892      | Parti libéral          |       |
| 35   | Guillermo Tell Villegas Pulido | Guillermo Tell Villegas Pulido (28 juillet 1854 – 25 juillet 1949) | 31 août 1892      | 7 octobre 1892    | Parti libéral          |       |
| 36   | Joaquín Crespo                 | Joaquín Crespo (22 août 1841 – 16 avril 1898)                      | 7 octobre 1892    | 28 février 1898   | Dictature militaire    |       |
| 37   | Ignacio Andrade                | Ignacio Andrade (31 juillet 1839 – 17 février 1925)                | 28 février 1898   | 20 octobre 1899   | Parti libéral          |       |
| 38   | Cipriano Castro                | Cipriano Castro (12 octobre 1858 – 4 décembre 1924)                | 20 octobre 1899   | 19 décembre 1908  | Dictature militaire    |       |
| 39   | Juan Vicente Gómez             | Juan Vicente Gómez (24 juillet 1857 – 17 décembre 1935)            | 19 décembre 1908  | 5 août 1913       | Dictature militaire    |       |
| 40   | José Gil Fortoul               | José Gil Fortoul (25 novembre 1861 – 15 juin 1943)                 | 5 août 1913       | 19 avril 1914     | Sans étiquette         |       |
| 41   |                                | Victorino Márquez Bustillos (1858 – 10 janvier 1941)               | 19 avril 1914     | 24 juin 1922      | Sans étiquette         |       |
| 42   | Juan Vicente Gómez             | Juan Vicente Gómez (24 juillet 1857 – 17 décembre 1935)            | 24 juin 1922      | 30 mai 1929       | Dictature militaire    |       |
| 43   | Juan Bautista Pérez            | Juan Bautista Pérez (20 décembre 1869 – 7 mai 1952)                | 30 mai 1929       | 13 juin 1931      | Sans étiquette         |       |
| 44   | Juan Vicente Gómez             | Juan Vicente Gómez (24 juillet 1857 – 17 décembre 1935)            | 13 juin 1931      | 17 décembre 1935  | Dictature militaire    |       |
| 45   | Eleazar López Contreras        | Eleazar López Contreras (1883 – 2 janvier 1973)                    | 18 décembre 1935  | 5 mai 1941        | Sans étiquette         |       |
| 46   | Isaías Medina Angarita         | Isaías Medina Angarita (6 juillet 1897 – 15 septembre 1953)        | 5 mai 1941        | 18 octobre 1945   | Sans étiquette         |       |
| 47   | Rómulo Betancourt              | Rómulo Betancourt (22 février 1908 – 28 septembre 1981)            | 18 octobre 1945   | 17 février 1948   | Action démocratique    |       |
| 48   | Rómulo Gallegos                | Rómulo Gallegos (2 août 1884 – 7 avril 1969)                       | 17 février 1948   | 24 novembre 1948  | Action démocratique    |       |
| 49   | Carlos Delgado Chalbaud        | Carlos Delgado Chalbaud (20 janvier 1909 – 13 novembre 1950)       | 24 novembre 1948  | 13 novembre 1950  | Dictature militaire    |       |
| 50   | Germán Suárez Flamerich        | Germán Suárez Flamerich (10 avril 1907 – 24 juin 1990)             | 27 novembre 1950  | 2 décembre 1952   | Parti conservateur     |       |
| 51   | Marcos Pérez Jiménez           | Marcos Pérez Jiménez (25 avril 1914 – 20 septembre 2001)           | 2 décembre 1952   | 15 avril 1953     | Dictature militaire    |       |

## République du Venezuela (1953-1999)

### Quatrième République
Pour un article plus général, voir Quatrième République du Venezuela.
| No   | Portrait               | Nom                                                        | Début du mandat  | Fin du mandat    | Appartenance politique | Notes                            |
| ---- | ---------------------- | ---------------------------------------------------------- | ---------------- | ---------------- | ---------------------- | -------------------------------- |
| (51) | Marcos Pérez Jiménez   | Marcos Pérez Jiménez (25 avril 1914 – 20 septembre 2001)   | 15 avril 1953    | 23 janvier 1958  | Dictature militaire    |                                  |
| 52   | Wolfgang Larrazábal    | Wolfgang Larrazábal (5 mars 1911 – 27 février 2003)        | 23 janvier 1958  | 14 novembre 1958 | Sans étiquette         |                                  |
| 53   | Edgar Sanabria         | Edgar Sanabria (3 octobre 1911 – 24 avril 1989)            | 14 novembre 1958 | 13 février 1959  | Sans étiquette         |                                  |
| 54   | Rómulo Betancourt      | Rómulo Betancourt (22 février 1908 – 28 septembre 1981)    | 13 février 1959  | 13 mars 1964     | Action démocratique    |                                  |
| 55   | Raúl Leoni             | Raúl Leoni (26 avril 1905 – 5 juillet 1972)                | 13 mars 1964     | 11 mars 1969     | Action démocratique    |                                  |
| 56   | Rafael Caldera         | Rafael Caldera (24 janvier 1916 – 24 décembre 2009)        | 11 mars 1969     | 12 mars 1974     | COPEI                  |                                  |
| 57   | Carlos Andrés Pérez    | Carlos Andrés Pérez (27 octobre 1922 – 25 décembre 2010)   | 12 mars 1974     | 12 mars 1979     | Action démocratique    |                                  |
| 58   | Luis Herrera Campins   | Luis Herrera Campins (4 mai 1925 – 9 novembre 2007)        | 12 mars 1979     | 2 février 1984   | COPEI                  |                                  |
| 59   | Jaime Lusinchi         | Jaime Lusinchi (27 mai 1924 – 21 mai 2014)                 | 2 février 1984   | 2 février 1989   | Action démocratique    |                                  |
| 60   | Carlos Andrés Pérez    | Carlos Andrés Pérez (27 octobre 1922 – 25 décembre 2010)   | 2 février 1989   | 21 mai 1993      | Action démocratique    |                                  |
| 61   | Octavio Lepage Barreto | Octavio Lepage Barreto (24 novembre 1923 - 6 janvier 2017) | 21 mai 1993      | 5 juin 1993      | Action démocratique    |                                  |
| 62   | Ramón José Velásquez   | Ramón José Velásquez (28 novembre 1916 - 24 juin 2014)     | 5 juin 1993      | 2 février 1994   | Action démocratique    | Par intérim, élu par le Congrès. |
| 63   | Rafael Caldera         | Rafael Caldera (24 janvier 1916 - 24 décembre 2009)        | 2 février 1994   | 2 février 1999   | Convergence nationale  |                                  |
| 64   | Hugo Chávez            | Hugo Chávez (28 juillet 1954 - 5 mars 2013)                | 2 février 1999   | 20 décembre 1999 | MVR                    | (1er mandat)                     |

## République bolivarienne du Venezuela (depuis 1999)

### Cinquième République
Pour un article plus général, voir Révolution bolivarienne.
| No | Portrait       | Nom                                         | Élection | Début du mandat  | Fin du mandat   | Parti | Parti                            |
| -- | -------------- | ------------------------------------------- | -------- | ---------------- | --------------- | ----- | -------------------------------- |
| 64 | Hugo Chávez    | Hugo Chávez (28 juillet 1954 - 5 mars 2013) | 1998     | 20 décembre 1999 | 10 janvier 2001 |       | MVR (1997-2008) PSUV (2008-2013) |
| 64 | Hugo Chávez    | Hugo Chávez (28 juillet 1954 - 5 mars 2013) | 2000     | 10 janvier 2001  | 10 janvier 2007 |       | MVR (1997-2008) PSUV (2008-2013) |
| 64 | Hugo Chávez    | Hugo Chávez (28 juillet 1954 - 5 mars 2013) | 2006     | 10 janvier 2007  | 10 janvier 2013 |       | MVR (1997-2008) PSUV (2008-2013) |
| 64 | Hugo Chávez    | Hugo Chávez (28 juillet 1954 - 5 mars 2013) | 2012     | 10 janvier 2013  | 5 mars 2013     |       | MVR (1997-2008) PSUV (2008-2013) |
| 65 | Nicolás Maduro | Nicolás Maduro (né le 23 novembre 1962)     | Intérim  | 8 mars 2013      | 19 avril 2013   |       | PSUV                             |
| 65 | Nicolás Maduro | Nicolás Maduro (né le 23 novembre 1962)     | 2013     | 19 avril 2013    | 10 janvier 2019 |       | PSUV                             |
| 65 | Nicolás Maduro | Nicolás Maduro (né le 23 novembre 1962)     | 2018     | 10 janvier 2019  | 10 janvier 2025 |       | PSUV                             |
| 65 | Nicolás Maduro | Nicolás Maduro (né le 23 novembre 1962)     | 2024     | 10 janvier 2025  | en fonction     |       | PSUV                             |